# Терральба
Терральба (итал. Terralba) — коммуна в Италии, располагается в регионе Сардиния, подчиняется административному центру Ористано.
Население составляет 10 087 человек (на 2004 г.), плотность населения составляет 293,35 чел./км². Занимает площадь 34,87 км². Почтовый индекс — 9098. Телефонный код — 0783.
Покровителем коммуны почитается святой апостол Пётр, празднование 29 июня.